# Crinum lugardiae
Crinum lugardiae là một loài thực vật có hoa trong họ Amaryllidaceae. Loài này được N.E.Br. mô tả khoa học đầu tiên năm 1903.